# الامو (ایندیانا)
الامو، ایندیانا (به انگلیسی: Alamo, Indiana) یک منطقهٔ مسکونی در ایالات متحده آمریکا است که در ایندیانا واقع شده‌است.

## خصوصیات
الامو ۰٫۱۸ کیلومترمربع مساحت و ۶۶ نفر جمعیت دارد و ۲۴۸ متر بالاتر از سطح دریا واقع شده‌است.